# Пасьва
Пасьва — посёлок в Вельском районе Архангельской области. Административный центр муниципального образования «Попонаволоцкое».

## География
Посёлок расположен в 91 км на север от Вельска, в 18 км от федеральной автотрассы М8 «Холмогоры», на правом берегу реки Вага (приток Северной Двины).
Часовой пояс
Пасьва, как и вся Архангельская область, находится в часовой зоне МСК (московское время). Смещение применяемого времени относительно UTC составляет +3:00.

## Население
| 2002 | 2010  | 2012  | 2014  |
| ---- | ----- | ----- | ----- |
| 1533 | ↘1102 | ↗1747 | ↘1384 |

## История
Строительство посёлка для спецпереселенцев из западных областей Украины началось в 1946 году жителями деревень Левково Усть-Вельского сельсовета Вельского района, Поречье, Колешка и Глубоковка Попонаволоцкого сельсовета Ровдинского района. В 1947 году была введена в эксплуатацию Ровдинская узкоколейная железная дорога, позже переименованная в Левковскую.
Левковская узкоколейная железная дорога, принадлежавшая Левковскому леспромхозу, работала в посёлке до 1998 года.

## Достопримечательности
Церковь Илии Пророка — Деревянная рубленная церковь. Строительство начато в 2006 году на средства благотворителей.

### Карты
Лист карты P-38-XIX,XX Пасьва. Масштаб: 1 : 200 000. Состояние местности на 1984 год. Издание 1990 г.